# Bol'šaja žizn'. Vtoraja serija
Bol'šaja žizn'. Vtoraja serija (Большая жизнь. Вторая серия) è un film del 1946 diretto da Leonid Davidovič Lukov.